# جامعات العلوم التطبيقية

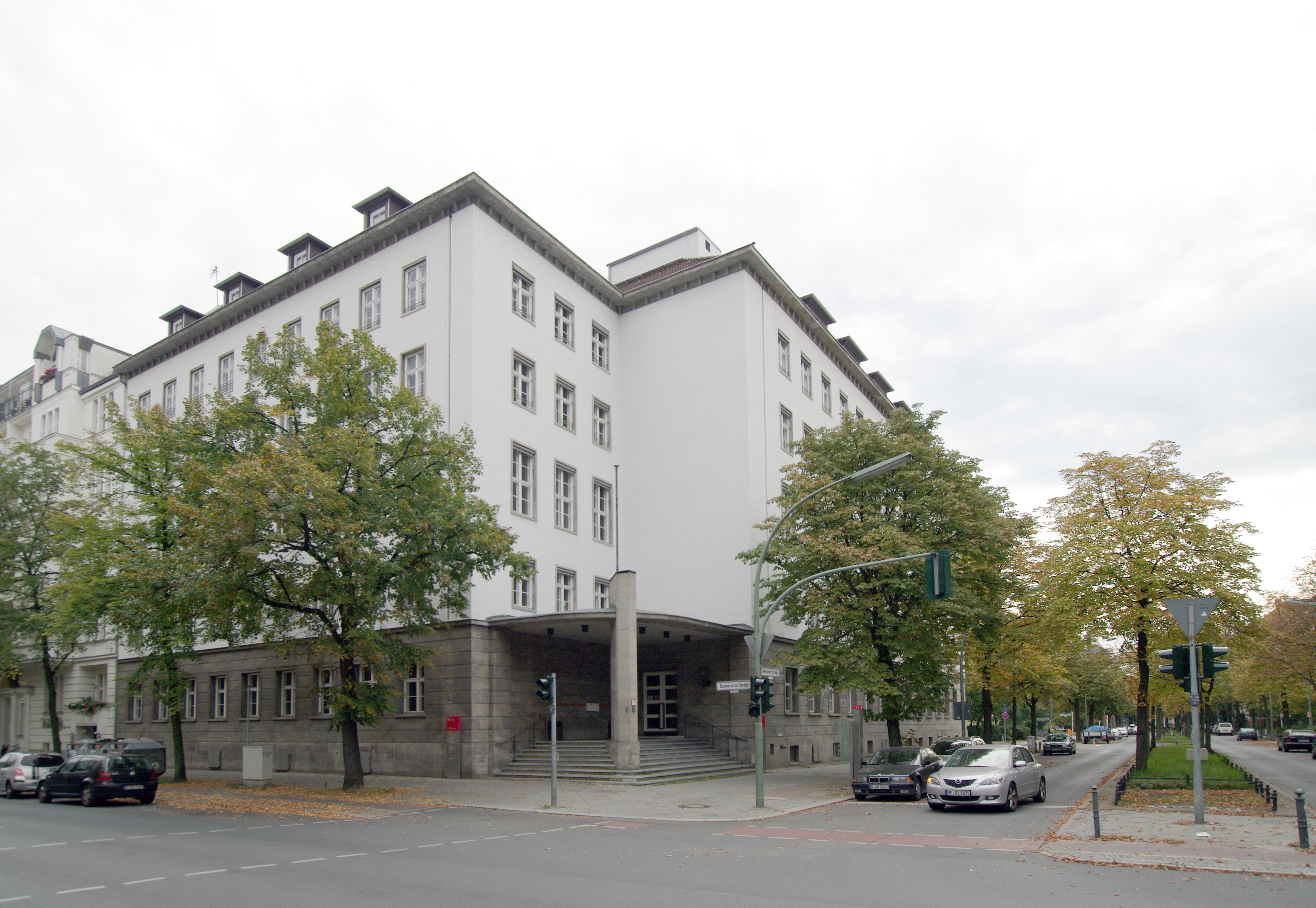
Haus A – مبنى تاريخي في جامعة برلين للعلوم التطبيقية والاقتصاد

جامعات العلوم التطبيقية (بالألمانية: فاخ هوخ شوله)، هي مؤسسة تعليم عالي في ألمانيا تقدم تعليمًا مهنيًا في العديد من مجالات العلوم التطبيقية والفنون التطبيقية، مثل الهندسة، التكنولوجيا، الأعمال، العمارة، التصميم، وتصميم المنتجات الصناعية.
تأسست جامعات العلوم التطبيقية لأول مرة في ألمانيا، ثم تم تبني هذا النموذج لاحقًا في النمسا، ليختنشتاين، سويسرا، قبرص، واليونان. يُشار إلى عدد متزايد من هذه المؤسسات بمصطلح Hochschule، وهو مصطلح عام في ألمانيا يشير إلى المؤسسات التي تمنح درجات أكاديمية في التعليم العالي. كما يتم توسيع الاسم إلى Hochschule für angewandte Wissenschaften (HAW)، وهو الترجمة الألمانية لـ "جامعات العلوم التطبيقية"، والتي تم تصميمها بالأساس للتركيز على تعليم المهارات المهنية.  
يتجلى هذا التركيز من خلال نسبة الطلاب إلى الأساتذة، التي تكون أفضل بشكل ملحوظ مقارنة بالجامعات التقليدية. ومع ذلك، هناك أيضًا تخصصات مثل العمل الاجتماعي أو القانون الاجتماعي، التي عادة ما تكون ممثلة بشكل ضعيف في الجامعات التقليدية. في هذه المجالات، تلعب جامعات العلوم التطبيقية دورًا مهمًا في البحث العلمي.  
يشهد أساتذة هذه الجامعات اهتمامًا متزايدًا من جهات تمويل وطنية ودولية. لدعم أنشطتهم البحثية، يمكنهم التقدم بطلب لتخفيض كبير في أعباء التدريس. ووفقًا للقانون السويسري، تعتبر جامعات العلوم التطبيقية والجامعات "منفصلة ولكن متساوية".  
من حيث عدد الطلاب، تكون جامعات العلوم التطبيقية في المتوسط أصغر من الجامعات التقليدية. ومع ذلك، هناك بعض المؤسسات مثل TH Köln و UAS Frankfurt، تستطيع منافسة الجامعات الكبرى في هذا الجانب.

## التصنيف
تتميز المؤسسات التعليمية في النظام السويسري بتقسيم واضح للصلاحيات الأكاديمية. إذ تمنح الجامعات (Universität) الحق في التدريس حتى مستوى الدكتوراه، بينما تقتصر جامعات العلوم التطبيقية (Hochschulen) على التدريس حتى مستوى الماجستير. ومع ذلك، يمكن لجامعات العلوم التطبيقية منح شهادات الدكتوراه فقط بالتعاون مع جامعات شريكة من دول أخرى. أما المعاهد العليا المهنية (Höhere Fachschulen) فهي تقتصر على تقديم برامج الدبلوم لمدة لا تتجاوز ثلاث سنوات.  
يجدر بالذكر أن المعهد الفدرالي السويسري للتكنولوجيا (ETH/EPFL) لا يخضع لأي من هذه التصنيفات، حيث يتمتع بوضع خاص يتيح له التدريس حتى مستوى الدكتوراه.  
في مجال الهندسة بفروعها المختلفة، لا يحق للجامعات (Universität) تقديم برامج دراسية في هذا التخصص. تدّرس الهندسة حصريًا في جامعات العلوم التطبيقية (Hochschule) حتى مستوى الماجستير. أما الراغبون في متابعة دراسة الدكتوراه في هذا المجال فعليهم الالتحاق بالمعهد الفدرالي السويسري للتكنولوجيا في زيورخ أو لوزان (ETH/EPFL).  
وفقًا للتصنيف السويسري، تعتبر الجامعات وجامعات العلوم التطبيقية مؤسسات "منفصلة ولكن متساوية." هذا النظام معمول به في الدول الناطقة بالألمانية وكذلك في اليونان.